# Ellen Hoog
Ellen Marijn Hoog (Bloemendaal, 26 de marzo de 1986) es una atleta y exjugadora neerlandesa de hockey sobre césped que se desempeñaba como delantera. Fue internacional con la Oranje de 2004 a 2016.
Hoog representó a su selección en tres Juegos Olímpicos de Verano, fue elegida mejor jugadora del Mundo en 2014 y es reconocida como una de las mejores jugadoras que dio su país.

## Selección nacional
Jugó 232 partidos internacionales y marcó 60 goles para la Oranje.

### Participaciones en Copas del Mundo
Disputó las Copas del Mundo de Madrid 2006, Rosario 2010 y La Haya 2014.
| Mundial                                                    | Sede         | Resultado   | PJ | Goles |
| ---------------------------------------------------------- | ------------ | ----------- | -- | ----- |
| Campeonato Mundial de Hockey sobre Césped Femenino de 2006 | España       | Campeona    | ?  | ?     |
| Campeonato Mundial de Hockey sobre Césped Femenino de 2010 | Argentina    | Subcampeona | ?  | ?     |
| Campeonato Mundial de Hockey sobre Césped Femenino de 2014 | Países Bajos | Campeona    | ?  | ?     |

## Palmarés
- Campeona del Champions Trophy de 2004 y 2005.
- Campeona del EuroHockey Femenino de 2005, 2009 y 2011.
- Campeona de Hoofdklasse Hockey Femenino de 2008–09 y 2012–13.